# Delomys
Delomys là một chi động vật có vú trong họ Cricetidae, bộ Gặm nhấm. Chi này được Thomas miêu tả năm 1917. Loài điển hình của chi này là Hesperomys dorsalis Hensel, 1873.

## Hình ảnh

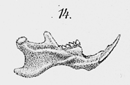

## Các loài
Chi này gồm các loài: